# Farmartång
En farmartång är ett verktyg av tångtyp med skakelliknande stänger för att underlätta montering, nedmontering och reparation av inhägnader av djur.
En typisk farmartång har följande funktioner:
- Avbitare av skjuvningstyp, för olika trådgrovlekar
- Krimpning, för olika godstjocklekar
- Hammare för märlor
- Utdragare för märlor och uppknytning av elrep

Med hjälp av verktyget behöver stängselarbetaren endast ha med sig ett fåtal verktyg vid arbete med stängsel och inhägnader.